# 須崎駅
須崎駅（すさきえき）は、高知県須崎市原町一丁目にある、四国旅客鉄道（JR四国）土讃線の駅である。駅番号はK19。

## 概要
須崎市の代表駅であり、志国土佐 時代の夜明けのものがたりを除く全特急列車が停車する土讃線の重要な拠点駅である。当駅を始発・終着とする列車が多い。高知駅と当駅の間を結ぶ普通列車の本数は1時間1本程度あるが、当駅と窪川駅の間の運転本数は5往復と非常に少ない。

## 歴史

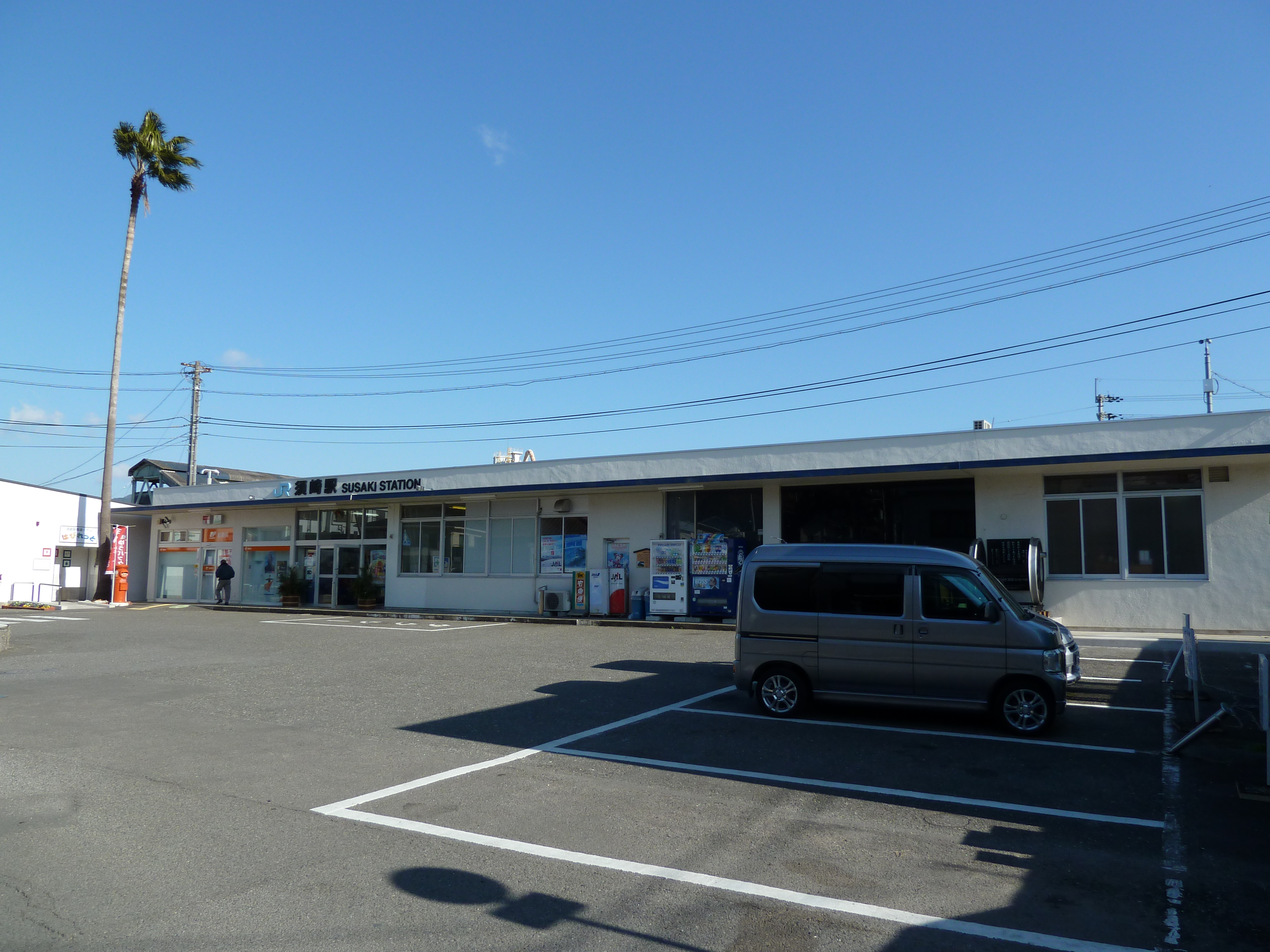
旧駅舎外観（2011年1月）

- 1924年（大正13年）3月30日：土讃線の前身である高知線の起点駅として開業[2]。須崎港から資材の陸揚げが行われ、当駅から土讃線の建設が開始。
- 1950年（昭和25年）3月22日：昭和天皇のお召し列車が5分間停車。駅前奉迎が行われた（昭和天皇の戦後巡幸）[5]。
- 1955年（昭和30年）：現在の駅舎が竣工。
- 1983年（昭和58年）10月6日：100kmまでの近距離乗車券、急行券、自由席特急券、入場券を発券できる自動券売機が設置され、使用開始する[6]。
- 1984年（昭和59年）2月1日：車扱貨物の取り扱いを廃止[2]。
- 1987年（昭和62年）4月1日：国鉄分割民営化により、四国旅客鉄道の駅となる[2]。
- 1992年（平成4年）10月1日：駅構内にJR四国直営のベーカリーウィリーウィンキー須崎店がオープン[7]。
- 2009年（平成21年）11月30日：須崎駅前郵便局が当駅に移転、須崎駅内郵便局に改称。
- 2021年（令和3年）
  - 10月以降：みどりの券売機プラスの利用を開始する[8]。
  - 12月：英国風に駅舎を改装[9]。
- 2022年（令和4年）1月31日：この日をもってみどりの窓口の営業を終了する[10]。

## 駅構造
駅舎に接した単式ホーム1面1線と島式ホーム1面2線の合計2面3線のホームと側線を3線有する地上駅。島式ホームの幅は非常に狭い。ホーム間連絡は跨線橋を使用する。特急列車は全て1・2番線から発着する。発車標や自動放送の設備は無く、列車の案内は駅員が放送で案内する。
コンクリート造りの駅舎を持つ直営駅。2009年に須崎駅前郵便局が当駅に移転し「須崎駅内郵便局」に改称した。
構内にはかつて汲み取り式便所が設置されていたが、駅舎横に水洗トイレが設置された。このトイレには「ハピレット」という愛称がつけられた。
2021年12月、当駅が高知県の鉄道発祥の地（旧国鉄高知線起点駅）であることに因んで世界鉄道発祥の地の英国風に駅舎が改装された。駅舎の改装には高知信用金庫が100周年記念事業として支援し、同信金からの寄付金約7千万円を活用。改装後、駅外観はれんが造り風となり、屋根が三角屋根で鱗形の屋根板となったほか、ホーム内の柱などがロイヤルブルーに塗り替えられた。

### のりば
| のりば | 路線    | 方向 | 行先                           | 備考               |
| ------ | ------- | ---- | ------------------------------ | ------------------ |
| 1      | ■土讃線 | 上り | 高知・土佐山田・高松・岡山方面 |                    |
| 2      | ■土讃線 | 下り | 土佐久礼・窪川・中村方面       |                    |
| 3      | ■土讃線 | 下り | 土佐久礼・窪川方面             | 一部の普通列車のみ |
| 3      | ■土讃線 | 上り | 高知・土佐山田方面             | 一部の普通列車のみ |

- 夜間滞泊が設定されている。

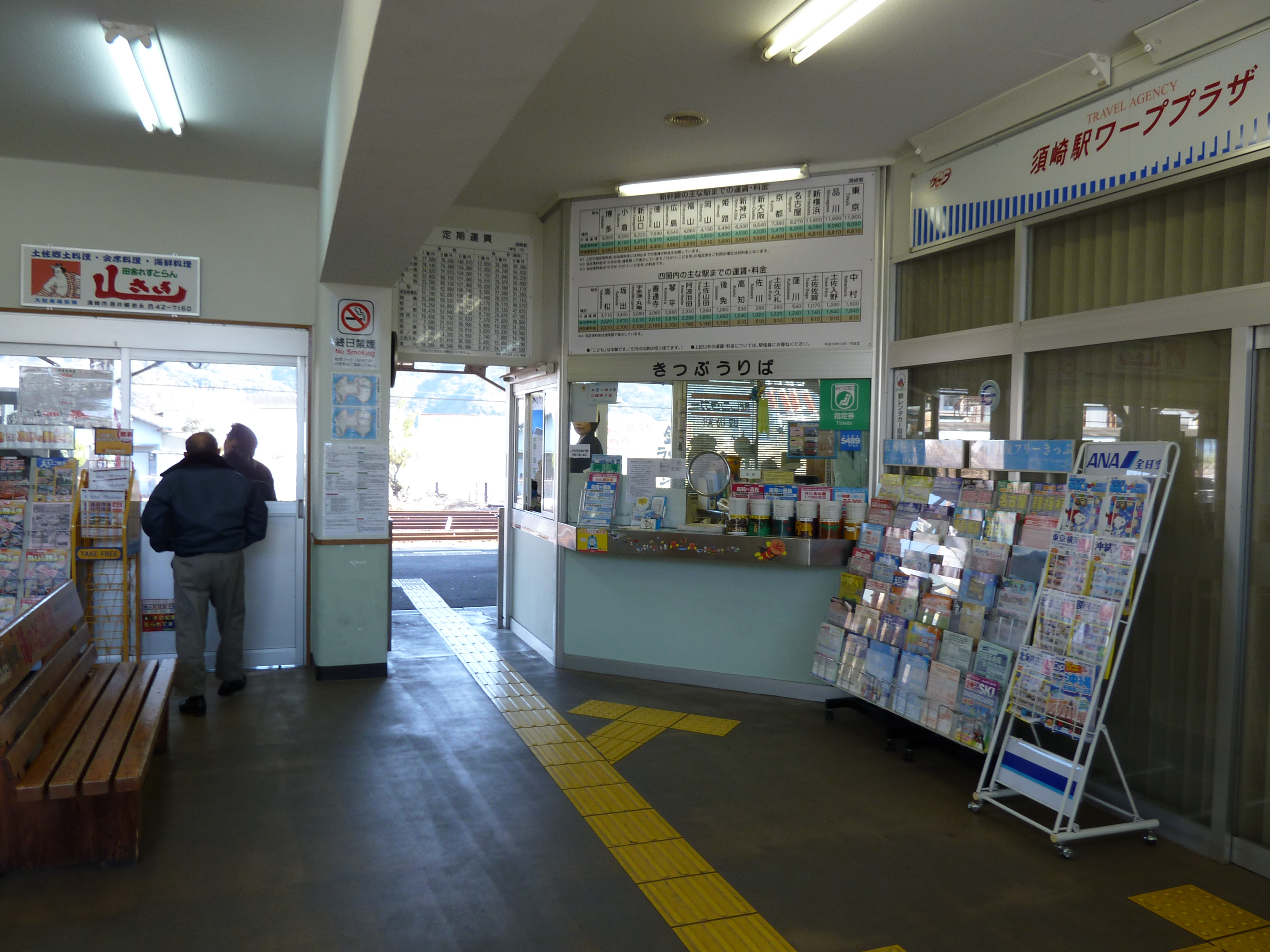
改札口周辺（旧駅舎時代の2011年1月）
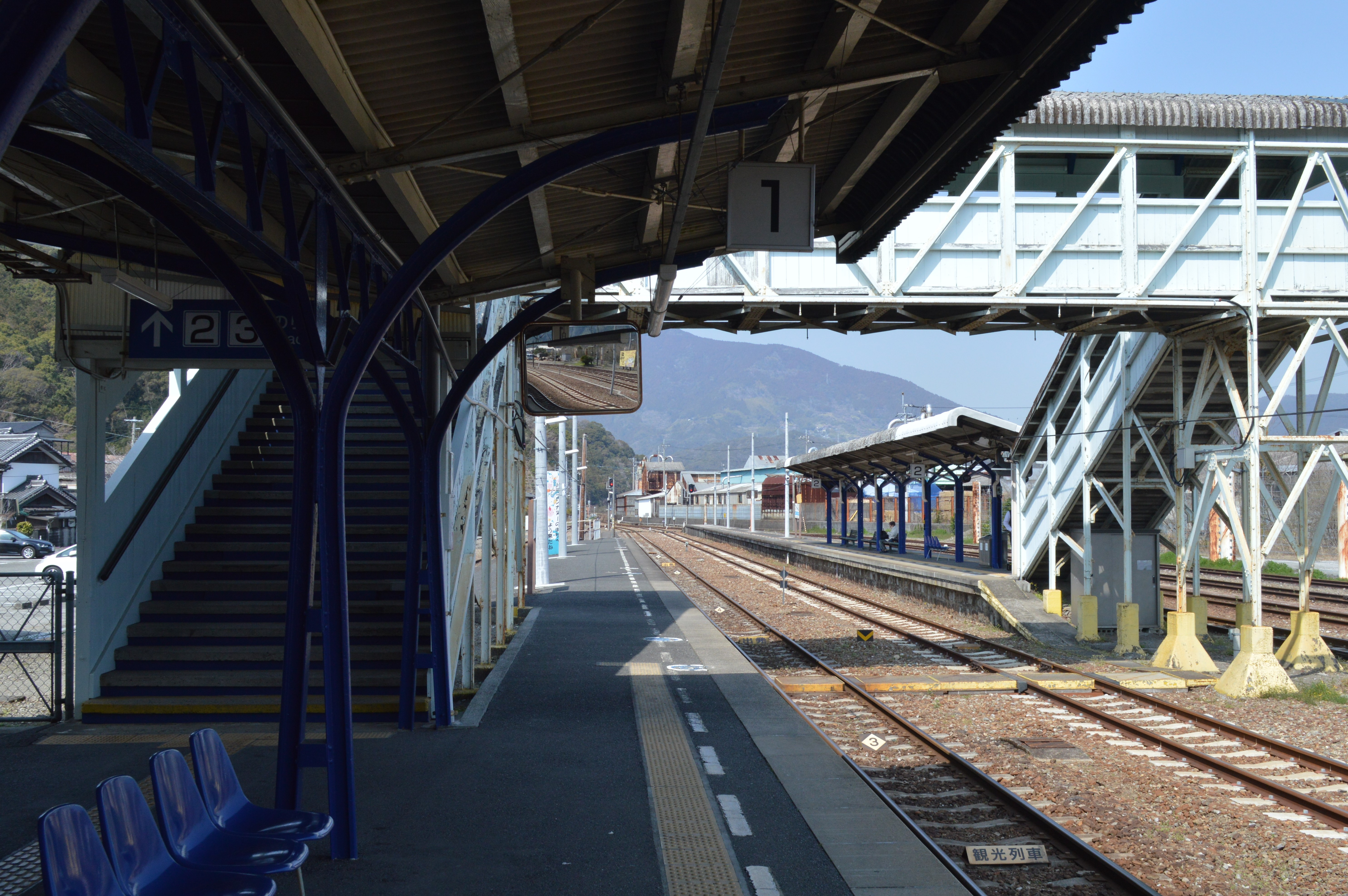
駅構内（2023年3月）
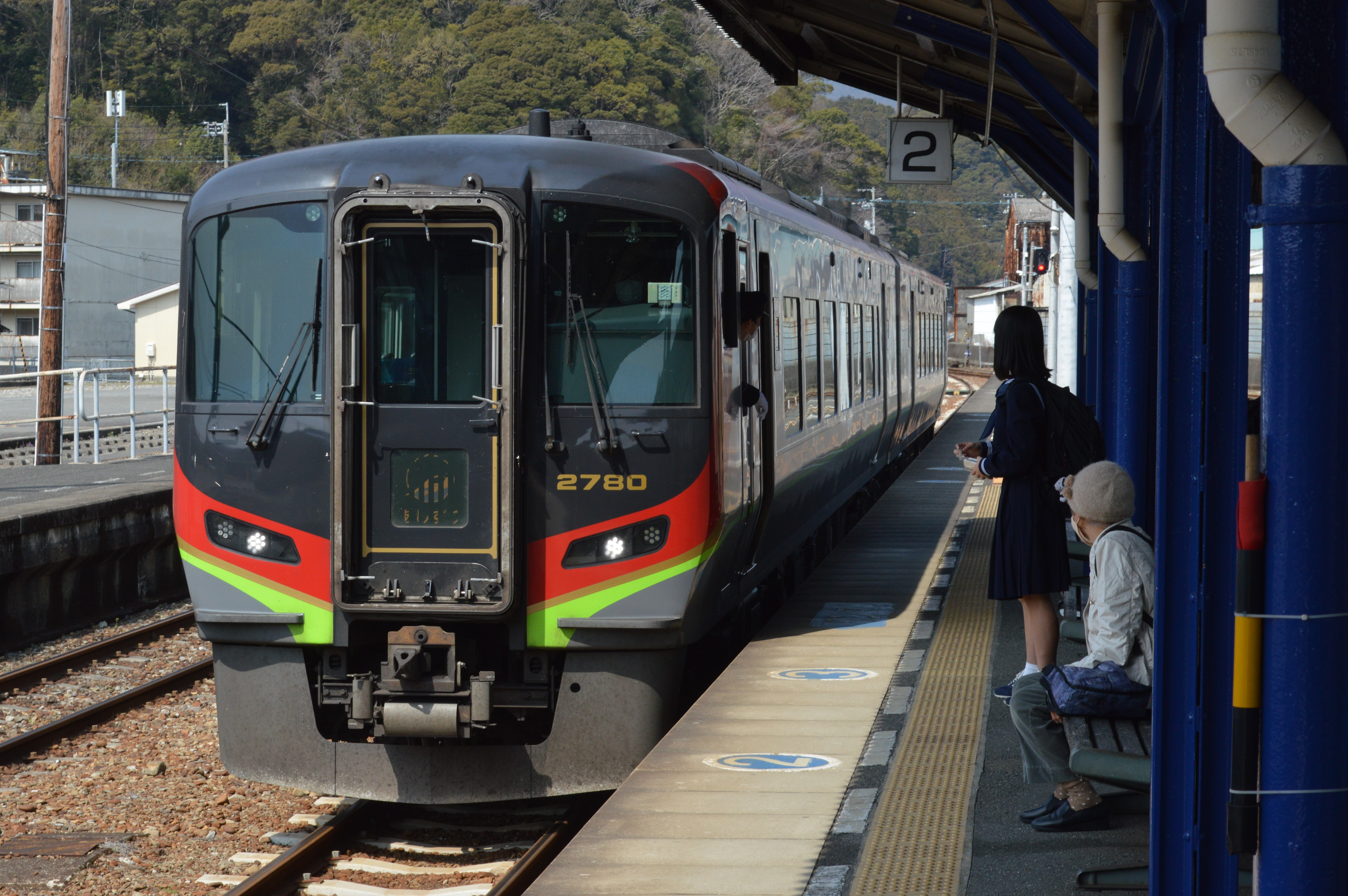
停車中の特急「あしずり」（2023年3月）

## 利用状況
| 1日乗降人員推移 | 1日乗降人員推移 |
| 年度            | 1日平均人数     |
| --------------- | --------------- |
| 2011年          | 1,006           |
| 2012年          | 976             |
| 2013年          | 976             |
| 2014年          | 910             |
| 2015年          | 938             |

## 駅周辺

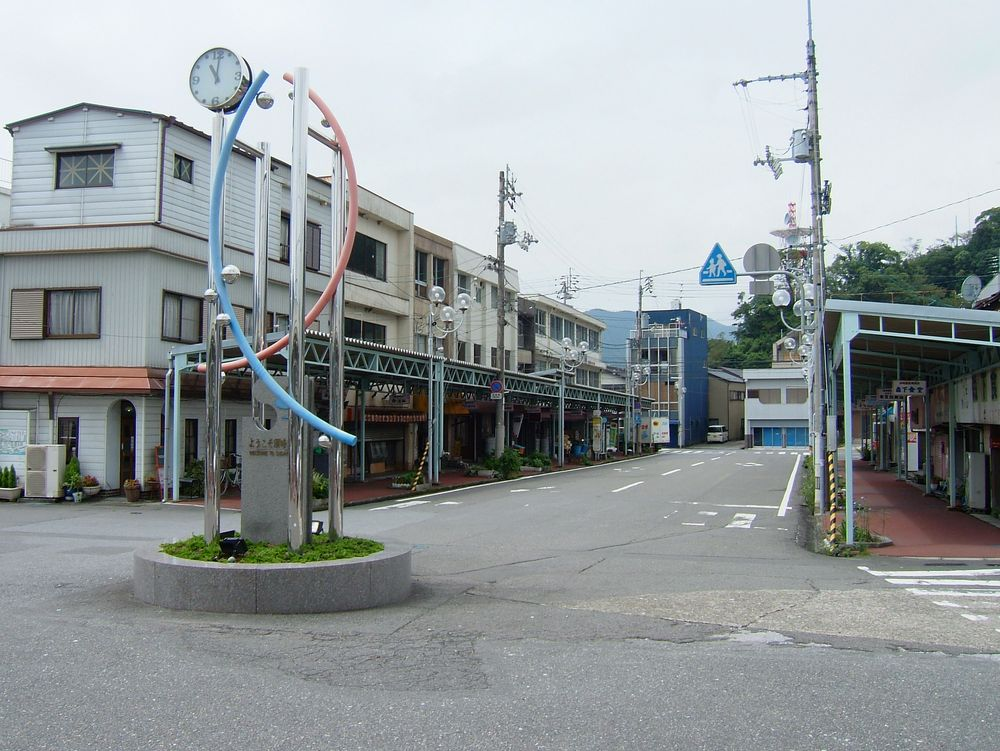
駅前（2006年8月）

須崎の市街地は多ノ郷駅から土佐新荘駅にかけての沿線に広がる。須崎市役所へは大間駅が近い。
- 須崎市立市民文化会館
- 須崎市立須崎小学校
- 高知地方裁判所須崎支部
  - 高知家庭裁判所須崎支部
  - 須崎簡易裁判所
- 須崎第2地方合同庁舎
  - 高知地方法務局須崎支局
  - 高知地方検察庁須崎支部
    - 須崎区検察庁

  - 須崎税務署
- 須崎郵便局
- 土佐藩砲台址（西浜公園）[12]
- 高知県道310号須崎停車場線
- 高知県道313号須崎港線
- 国道56号
- 国道494号
- 高知自動車道 - 須崎中央インターチェンジ
- 四国カルスト

## バス路線
- 高知高陵交通
  - 土佐市民病院
  - 高岡営業所
  - 梼原
  - 矢井賀
  - 多ノ郷駅前
  - 須崎本社営業所
- 須崎市営バス
  - 文化会館前
  - 中ノ島
  - 埋立[注 1]
- ジェイアール四国バス・西日本ジェイアールバス
  - 高知エクスプレス号・京阪神ドリーム高知号：大阪駅・京都駅

## その他

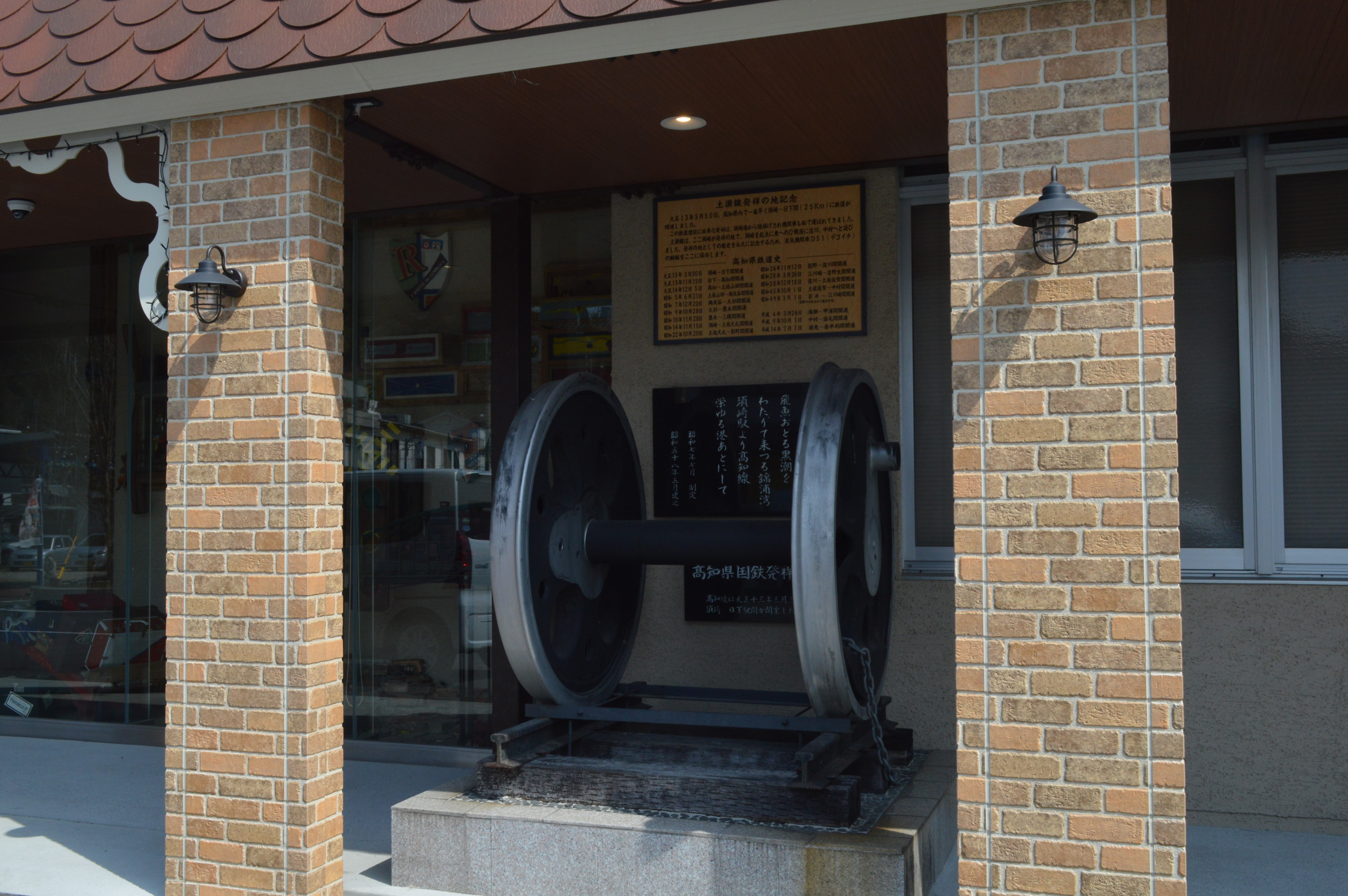
駅前に保存されているD51の動輪（2023年3月）

- 駅前には土讃線発祥の地を記念し、D51の動輪が保存されている。

## 隣の駅
四国旅客鉄道（JR四国）
■土讃線
- 特急「しまんと」「あしずり」停車駅

■普通
大間駅 (K18) - 須崎駅 (K19) - 土佐新荘駅 (K20)